# اچ‌ام‌اس کولچستر (۱۶۹۴)
اچ‌ام‌اس کولچستر (۱۶۹۴) (به انگلیسی: HMS Colchester (1694)) یک کشتی است که طول آن ۱۳۱ فوت ۴ اینچ (۴۰٫۰ متر) می‌باشد.